# Loreto (Corrientes)
Loreto es una localidad argentina ubicada en el departamento San Miguel, provincia de Corrientes. El municipio comprende las islas Pucú, Cancha Dorada, Las Palmas, León, Ñarí y Tunas.
Se ubica sobre los Esteros del Iberá y es uno de sus portales más destacados, destacándose como destino turismo de naturaleza y observación de aves.

## Toponimia
Lleva el mismo nombre que la población de Loreto en Misiones. Los pobladores de la Loreto misionera llegaron a esta zona tras abandonar su ubicación original debido a ataques portugueses junto a sobrevivientes de otros pueblos arrasados. Los primeros habitantes traían consigo imágenes de la Virgen de Loreto.

## Vías de acceso
Su principal vía de acceso es la Ruta Nacional 118, que la une por pavimento al norte con la Ruta Nacional 12, y al sur con San Miguel.

## Historia
En 1815 José Gervasio Artigas tenía como aliados a los indios guaraníes de las antiguas reducciones jesuíticas de la actual provincia de Misiones, y había logrado expulsar a los paraguayos de 5 pueblos ubicados cerca del río Paraná, entre los que se hallaba la población de Loreto (Misiones). El gobernador Francia del Paraguay se alió con los portugueses (a quienes a su vez combatía Artigas), a fin de saquear las poblaciones perdidas y recuperarlas. Los habitantes de la Loreto misionera que lograron escapar, más habitantes de otros poblados también saqueados formaron una sola columna rumbo a la actual provincia de Corrientes, donde ni los portugueses ni los paraguayos tendrían interés en perseguirlos. La columna bajó en la línea entre los afluentes del Iberá y el río Santa Lucía, quedándose una parte en Loma Yatebú, donde fundaron la Loreto correntina; otro grupo continuó y fundó más al sur la población de San Miguel.
La actividad del ecoturismo en los esteros comenzó en 1983 cuando se inauguró el primer alojamiento enfocado en ecoturismo y observación de aves, en la estancia San Juan Poriahu.

## Infraestructura
Cuenta con un Juzgado de Paz. El edificio fue inaugurado en el año 2014.

## Población
Cuenta con 1938 habitantes (Indec, 2010), lo que representa un incremento del 13,3% frente a los 1711 habitantes (Indec, 2001) del censo anterior.
| Gráfica de evolución demográfica de Loreto entre 1991 y 2010 |
|                                                              |
| Fuente: Censos nacionales del INDEC                          |

## Parroquias de la Iglesia católica en Loreto
| Arquidiócesis | Corrientes               |
| ------------- | ------------------------ |
| Parroquia     | Nuestra Señora de Loreto |